# Cofradía de Nuestro Padre Jesús Nazareno (Cáceres)
La Pontificia y Real Cofradía de Nuestro Padre Jesús Nazareno y Nuestra Señora de la Misericordia es una cofradía católica de la ciudad española de Cáceres. Participa en la Semana Santa de dicha ciudad. Su origen data de 1464, según un libro de ordenanzas que se conserva en los archivos históricos de la cofradía. Su sede canónica es la iglesia parroquial de Santiago el Mayor o de los Caballeros, en el barrio de Santiago de los Extramuros de Cáceres.

## Historia
La cofradía fue fundada en 1464 bajo la advocación de Cofradía de Nuestra Señora de la Misericordia dedicándose exclusivamente a obras caritativas.
La corporación tenía como función dar sepultura a los indigentes fallecidos en el Hospital Provincial de Cáceres y, junto a la Cofradía de la Paz y Caridad, asistir a las ejecuciones de los presos bajo la presidencia de la pequeña imagen del Cristo de los Milagros, quien recibe el nombre por la tradición de que en 1586 en el ajusticiamiento de dos jóvenes se rompieron dos veces las cuerdas de los garrotes que iban a matarlos a la vez que se desprendían los clavos del Cristo.
La cofradía rendía culto a una primitiva imagen de Nuestra Señora de la Misericordia cuya fiesta era el 8 de diciembre, día de la Inmaculada Concepción de María, se ubicaba la imagen en la capilla de los condes de Cabezalbo, actual capilla de Jesús Nazareno.
El año 1609 es una fecha muy importante para la hermandad, ya que debido probablemente a los cánones del Concilio de Trento la cofradía decide sacar una procesión al amanecer del Viernes Santo. Para ello la cofradía contrató los servicios de Tomás de la Huerta, escultor probablemente mirobrigense afincado por entonces en Cáceres, con el fin de tallar una imagen de un Cristo con la Cruz a Cuestas para ser procesionado junto a la titular mariana. 
El Nazareno de Santiago adquirió tal protagonismo que la Cofradía pasó a denominarse de Nuestro Padre Jesús Nazareno y Nuestra Señora de la Misericordia, anteponiendo el nombre del Cristo al de la Virgen que hasta entonces fue su principal titular.
La cofradía realizaba procesiones el Jueves Santo con Ntra. Sra. de la Misericordia pero con la inclusión de Jesús Nazareno pasan ambos pasos a la Madrugada del Viernes Santo. La procesión era sencilla y recorría los sagrarios de las principales iglesias céntricas de Cáceres, primero hacia San Juan, luego hacia San Mateo, concatedral de Santa María y finalizando en Santiago. Acompañaban a las imágenes los rezos de los salmos y oraciones, al llegar a la Iglesia de Santiago se procedería al canto del Miserere, tradición que a día de hoy se mantiene en forma de oración cada viernes de Cuaresma.
En 1610 el de la Santa Mujer Verónica y con posterioridad los de la Magdalena y San Juan, por desgracia ninguna de esas imágenes han llegado a la actualidad tan solo la de Ntro. Padre Jesús Nazareno.
La Cofradía durante un cierto período de tiempo modifica el día de la salida procesional al Miércoles Santo, hasta que en 1867 se vuelve a realizar la Estación de Penitencia en la Madrugada del Viernes Santo.
La Cofradía tiene los títulos de Real y Pontificia, dado que le han sido concedidos privilegios por parte del Rey Fernando VII en 1829, por la aprobación de sus estatutos, y del Papa Pío VII en 1806, con la breve Indulgencia que promulgó el Papa a favor de la cofradía.
En el siglo XX, a principios, la vida de la Cofradía era escasa y con muy poca actividad, aunque seguía procesionando cada Semana Santa. Es entonces cuando una serie de donaciones y adquisiciones comienzan a dar un nuevo impulso a la Cofradía. 
De esta forma, se incorporaron durante la primera mitad del siglo XX las siguientes imágenes: La Magdalena, La Verónica, El Calvario, Santísima Virgen de las Angustias y Nuestra Señora de la Misericordia, que vendrá a ocupar el puesto de Imagen Cotitular de la Cofradía, ya que esta advocación así lo venía siendo desde sus inicios. 
Al comprarse, pues, la Virgen de la Misericordia, concretamente en el año 1927 en los talleres de José Rius, se completa la imaginería procesional y devocional titular de la Cofradía, y se establece de nuevo la procesión con la Virgen, titulándose ahora "Del Silencio", que actualmente se realiza en la tarde del Domingo de Ramos, habiendo antes pasado por el Lunes Santo y el Sábado Santo. Por estos años la cofradía renueva su espíritu penitencial e inicia la presencia de hermanos de escolta con cirios. En la década de los 50, se incorporan La Caída y la Exaltación de la Santa Cruz, paso popularmente conocido como Calvario Vacío.

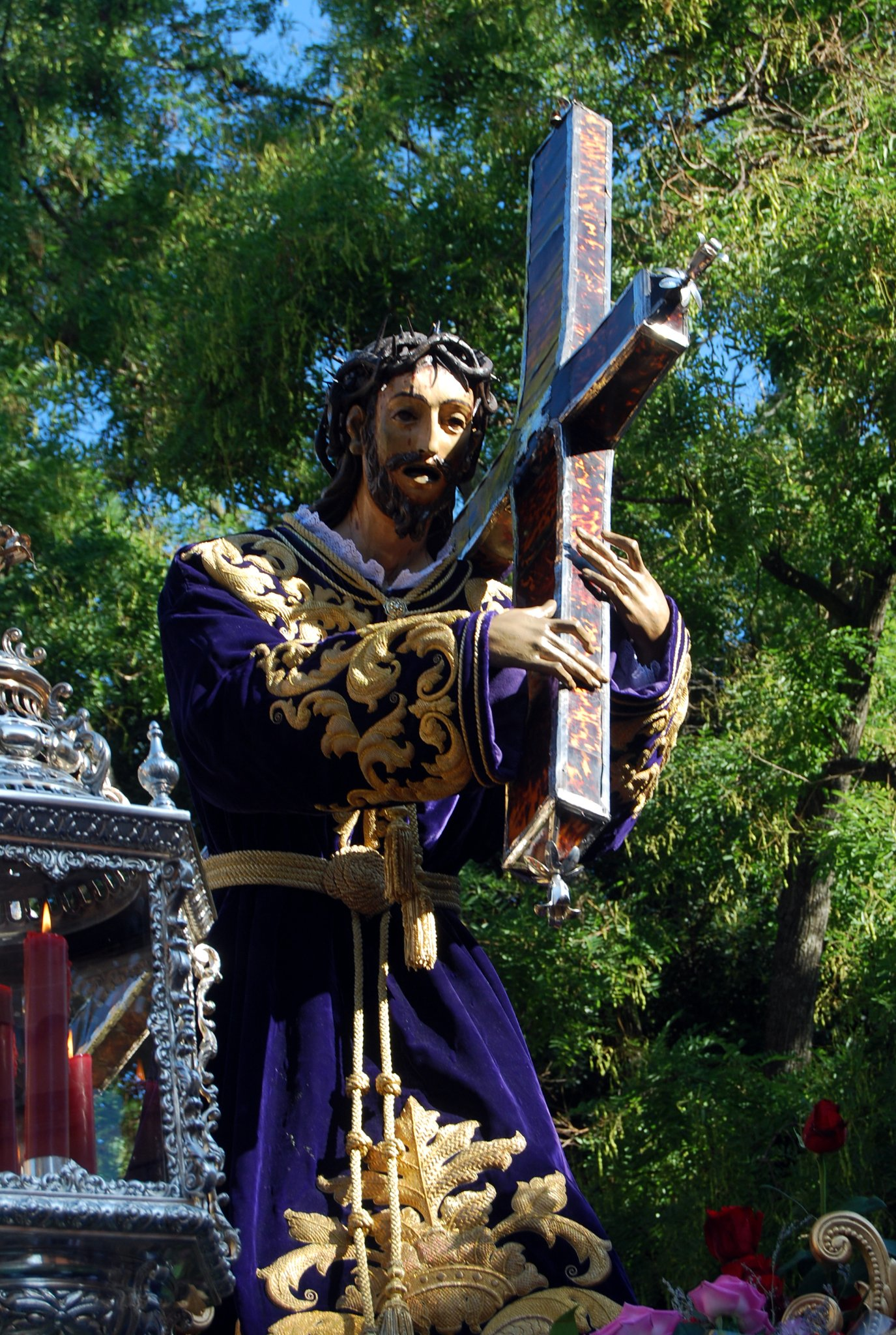
Ntro. Padre Jesús Nazareno en su procesión extraordinaria de 2009

Durante el año 2000 el Obispo Diocesano, durante la novena a Jesús Nazareno, concede el jubileo e indulgencias a los asistentes el 17 de septiembre.
En 2009 celebran el IV Centenario de la hechura de Jesús Nazareno con una procesión extraordinaria multitudinaria con una misa en la Plaza de Santa María, siendo, como curiosidad, la primera vez que la banda de CCTT de Jesús Nazareno toca detrás del paso de cristo.
En 2016 celebran el Año de la Misericordia con la salida de su titular mariana Ntra. Sra. de la Misericordia, para dicha ocasión la imagen desfila sin su palio característico y luce para la ocasión un espectacular manto granate, es acompañada por la Agrupación Musical Ntra. Sra. de la Misericordia
En noviembre del 2021 se acuerda realizar una procesión de rogativas con carácter extraordinario con la imagen de Ntro. Padre Jesús Nazareno, el motivo es rogar por las almas de los fallecidos, y como acompañamiento espiritual a los mayores muertos por la pandemia del COVID, la imagen sale desde el cementerio de la ciudad.
En 2024 es invitada junto al resto de hermandades y cofradías penitenciales de la ciudad a la Procesión Magna Mariana que organiza la Real Cofradía de la Virgen de la Montaña por el Centenario de coronación de la patrona de la ciudad.

## El Nazareno de Santiago

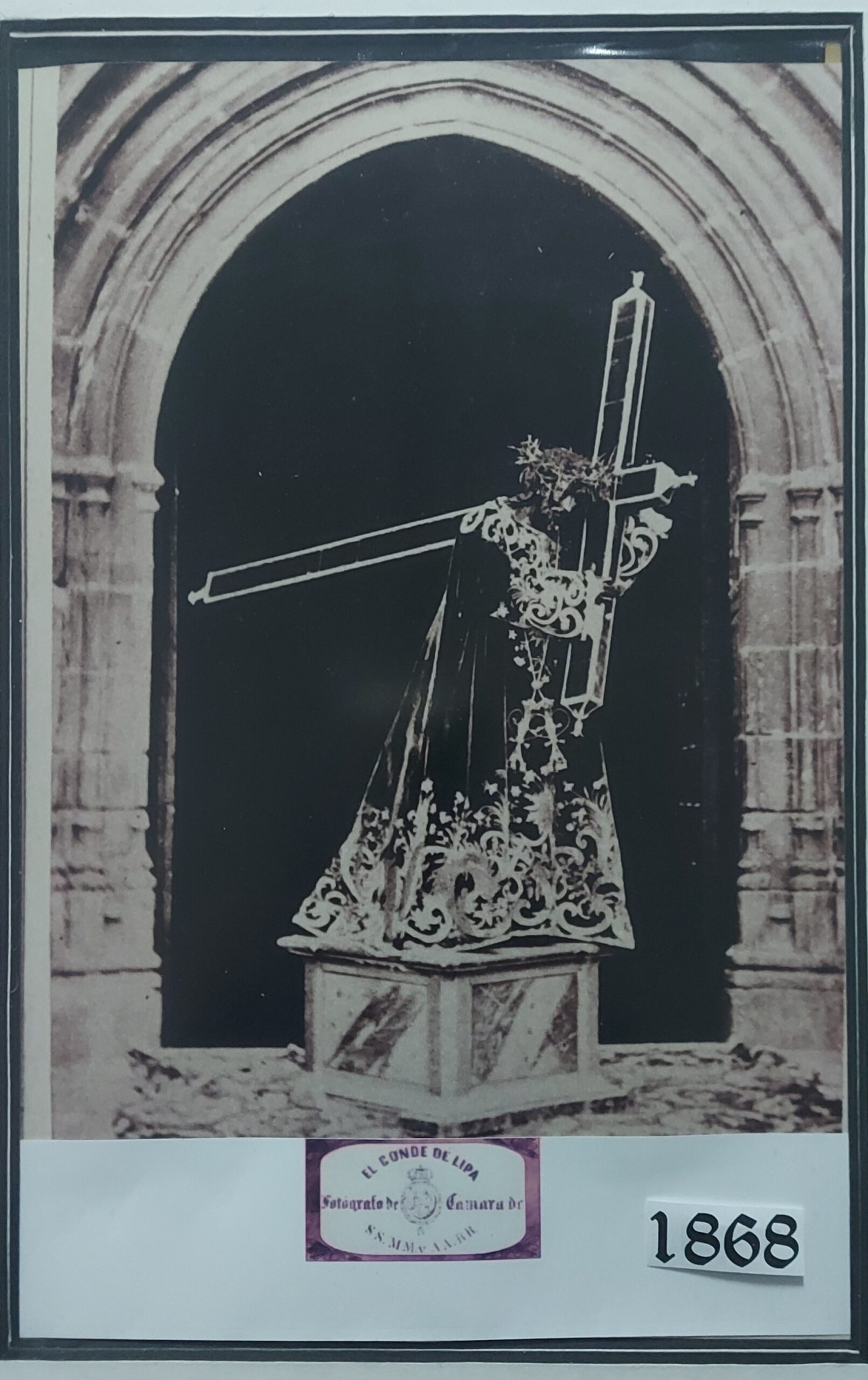
Primera fotografía tomada a Jesús Nazareno, es la segunda foto más antigua que se conserva en la ciudad

La Sagrada Imagen de Nuestro Padre Jesús Nazareno es una talla de 1,75 metros de altura, de vestir pero de cuerpo entero, con brazos articulados con el objeto de ajustar la posición de los mismos en la Cruz que lleva sobre su hombro izquierdo. Dicha imagen causó gran sensación entre los devotos de la Cofradía y en toda la ciudad, que lo tomó durante unos años como Patrón. Debido al cariño y la devoción de los años ha recibido distintos apodos como "El Nazareno de Santiago" o "Señor de Cáceres". 
La imagen fue descrita en el diccionario de Madoz, de mediados del siglo XIX, en los siguientes términos:

[...]donde se colocó la efigie de Jesús Nazareno , la cual es notabilísima por su aspecto venerable y por la riqueza de sus vestiduras: está representada de pie derecho en una estatura de cerca de seis pies; su larga túnica de terciopelo morado concierto viso carmesí, está adornada en el cuello y bocas mangas con un rico bordado de, oro de mas de cuatro dedos de ancho, la falda tiene otro bordado de la misma preciosa materia que sube hasta por cima de la rodilia: la soga pendiente del cuello es un gran cordón de oro con enormes borlas de mucho valor, que llegan hasta el remate de la túnica: la cruz, proporcionada en sus dimensiones á la estatura de la imagen , está chapeada de concha, con todas sus esquinas y remales guarnecidas de oro y plata dorada.[...]

Jesús Nazareno se puede enmarcar dentro del estilo romanista, de madera policromada. En él se intenta dar muestra de todo el dramatismo y realismo de la época, teniendo el rostro ensangrentado por las heridas de la corona de espinas, que está tallada, y con moratones en los pómulos, algo especialmente marcado tras la profunda restauración que en 2005 se llevó a cabo a la imagen por miembros de la empresa especializada Tekne de Madrid. Presenta la boca entreabierta y la mirada al cielo. La imagen posee una zancada lo suficientemente amplia como para que parezca que va andando, unido al movimiento hacia delante que presenta el cuerpo.
La talla es de vestir, por ello posee varias túnicas: la más antigua conservada data del siglo XVIII, de terciopelo morado bordada en oro actualmente en desuso. Otra túnica de relevancia es también de terciopelo morado bordada en oro al realce en 1994 en Sevilla, que luce en ocasiones especiales (besapiés, novenario, algunas procesiones…). Por otro lado, también posee otras túnicas bastante más sencillas, lisas o con puntillas.

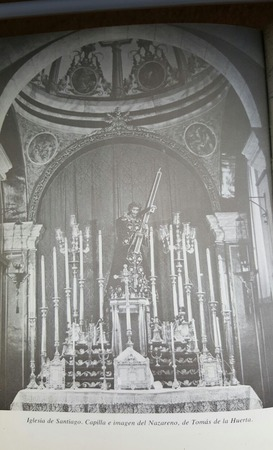
Antigua capilla de Jesús Nazareno

En cuanto a la cruz que carga, decir que tiene dos: la procesional, realizada en plata y carey por el maestro sevillano José Ignacio de Valbuena y encargada por la Cofradía en 1775. Para el camarín usa una réplica de ésta, pero en materiales menos valiosos que fue restaurada por dos hermanos de la cofradía rematando sus aristas con incrustaciones de plata. Los gastos de su restauración fueron costeados por 30 hermanos y hermanas de la cofradía, cuyos nombre aparecen en el interior de la Cruz mediante un pequeño documento.
Debido a su gran devoción y a la repercusión en la ciudad, la cofradía realiza en 1786 una capilla en honor a Jesús Nazareno tal y como lo hiciera años atrás con Ntra. Sra. de la Misericordia. Se coloca a Jesús Nazareno presidiendo la capilla con un camarín, el cual se podía acceder desde la capilla de ánimas. Desgraciadamente las obras de restauración acometidas en 1978 derriban la capilla de Ntra. Sra. de la Misericordia y acortan la de Jesús Nazareno hasta las dimensiones que tiene actualmente.
Otro hecho que concierne a la imagen sagrada es la considerada primera fotografía a Jesús Nazareno, este hecho pasa en 1868 por el Conde de Lipa, Ludwik Tarszeński Konarzenski, fotógrafo de la Casa Real, la fotografía es la segunda más antigua fechada en la ciudad siendo la primera una fotografía de la primera piedra del Exmo. Ayuntamiento de Cáceres.
Para dicha fotografía la imagen de Ntro. Padre Jesús Nazareno aparece sobre una pequeña peana ataviado con la túnica del siglo XVIII morada, sin cíngulo y porta sobre sus sienes una corona de espinas natural. Todo ello enmarcado en la puerta oeste de la Iglesia de Santiago.

## Besapié a Jesús Nazareno
Así como en otras ciudades de España, Jesús Nazareno recibe su besapié anual el primer viernes de marzo, un acto multitudinario donde las personas caminan hacia la iglesia de Santiago durante todo el día de forma ininterrumpida a besar el pie de Jesús. Esta práctica se inicia en 1940 por iniciativa del obispo de la diócesis, Francisco Cavero Tormo.

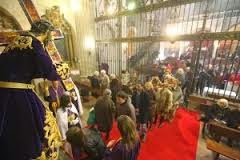
Besapié a Jesús Nazareno

En los últimos años se le ha dado mucho más realce al acto, empezando el primer jueves de marzo con el Solemne Traslado de la imagen al altar, para tal fin la imagen de Jesús Nazareno se presenta en actitud de Cautivo, con la túnica morada bordada en oro y despojado de su particular cruz de carey, sobre unas pequeñas andas esperando en su capilla a finalizar el Vía Crucis previo a su traslado.
Finalizado el rezo, ocho personas de la directiva de la cofradía, todos ellos ataviados con traje y guantes negros, portan a la sagrada imagen de Jesús Nazareno, mientras detrás tres o cuatro personas portan la Cruz de Carey y Plata.
Al llegar al altar, el camarero del Cristo desata las manos de Jesús y procede a colocarle la cruz en el hombro izquierdo. Una vez realizado todos los ajustes se vuelve a levantar para proceder a llevarlo al altar mayor, donde se iniciara la Santa Misa de medianoche y al día siguiente, primer viernes de marzo, recibirá los besos de los devotos y fieles, durante ese día el Coro Rociero cantará al señor y a su madre.

## Imaginería de la Cofradía
Aparte de su titular Ntro. Padre Jesús Nazareno la cofradía cuenta con 8 imágenes más que se engloban en los 9 pasos que la cofradía saca a la calle cada Semana Santa.

### Nuestra Señora de la Misericordia

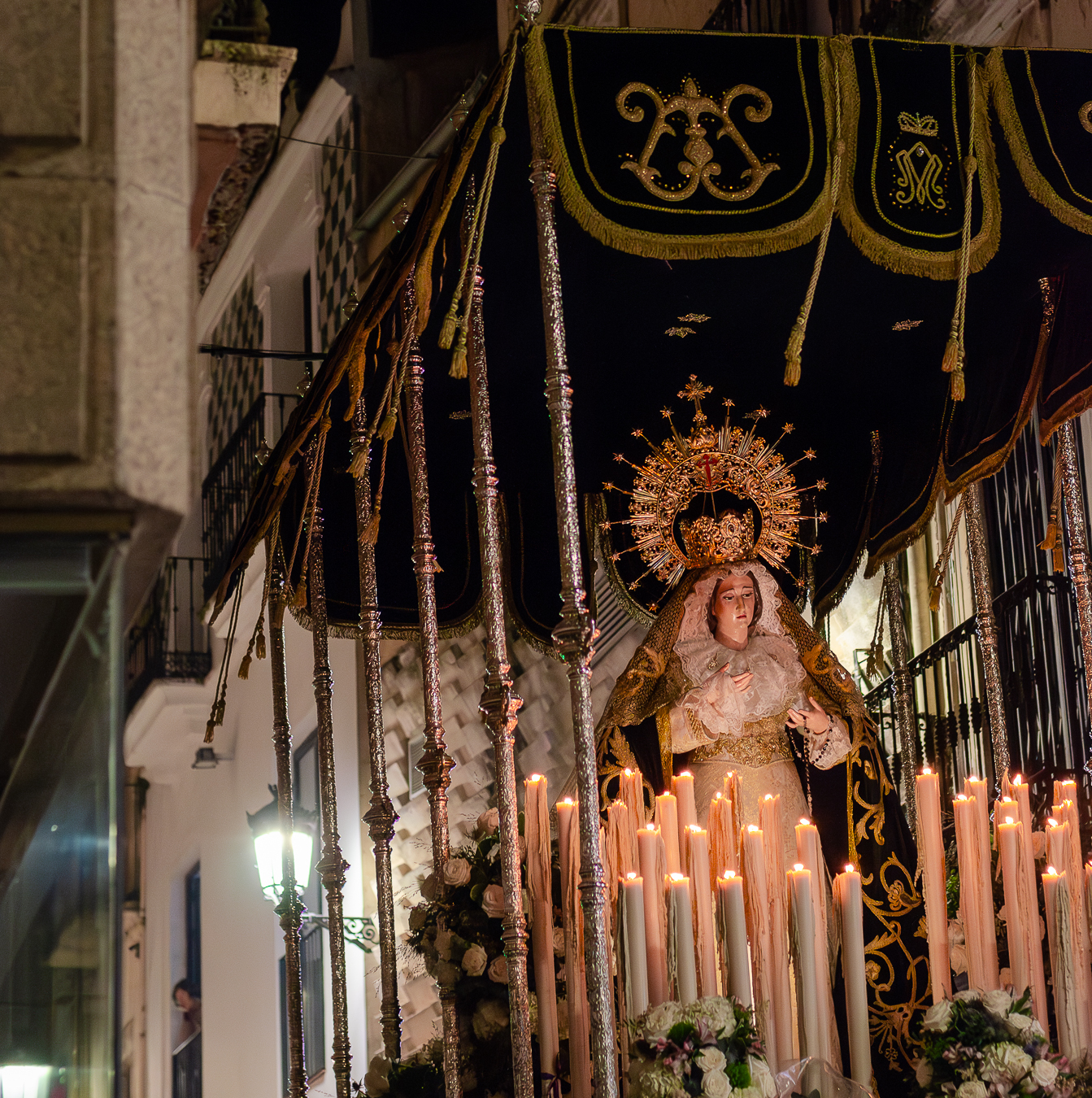
Ntra. Sra. de la Misericordia en su paso de palio

Nuestra Señora de la Misericordia es una imagen de vestir realizada en 1927 en el Taller “Hijos de José Rius” de Barcelona y vino a sustituir a la primitiva cotitular de la Cofradía.
La Dolorosa tiene la mirada baja, dos lágrimas en la mejilla izquierda y tres en la derecha, todas de cristal, así como la boca entreabierta. 
La Virgen de la Misericordia luce para la procesión un manto de terciopelo color negro bordado con apliques dorados, de más de cinco metros de largo y una corona datada de mediados del siglo XX, realizada en metal sobredorado, con el escudo de la Cofradía en la ráfaga. Entre las joyas más destacadas de la Virgen cabría destacar el corazón doloroso con siete puñales.
Luce en su procesión un palio de terciopelo negro sobre unas andas de plata con alusiones a las letanías del Santo Rosario que fueron realizadas en el Taller de Orfebrería Andaluza de Manuel de los Ríos Navarro, en Sevilla.
Adicionalmente posee otro manto de salida en terciopelo rojo que se utilizó por primera vez en la salida extraordinaria de la Virgen en 2016 con motivo del Jubileo de la Misericordia y al que se añadieron apliques  de Ave María y Corona Real, realizados en hilo dorado para la Magna Mariana con motivo del centenario de la coronación canónica de la Virgen de la Montaña, Patrona de Cáceres. 
Para tal efeméride estrenó  también un nuevo techo de palio confeccionado en terciopelo rojo, con óvalo central de malla de hilo dorado, y bambalinas también en terciopelo rojo con estrellas y pasamanería en hilo dorado realizado íntegramente en la ciudad de Cáceres.

### Señor camino del Calvario

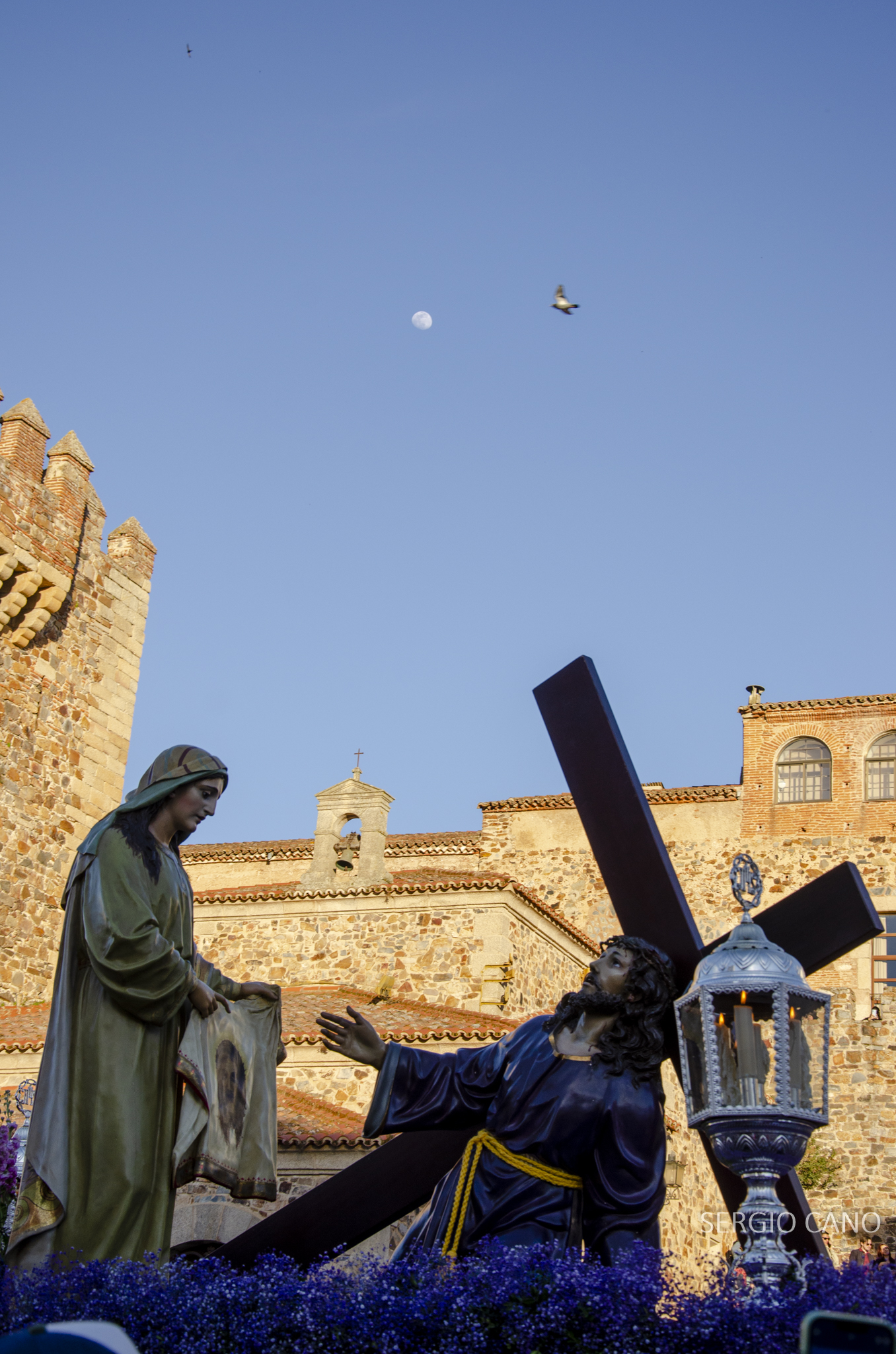
Señor camino del Calvario en la Plaza Mayor

El actual paso de El Señor camino del Calvario corresponde a la imagen del Cristo de la Caída enfrente de la imagen de la Verónica. Ambas imágenes son portadas en las andas del grupo escultórico de la Caída.
Esta composición iconográfica fue estrenada por la Cofradía en el año 2000. La imagen del Señor, de escayola, la adquirió la Hermandad en 1956 en los Talleres Valencia y la talla en madera de la Verónica es donación de Dña. Trinidad Cotrina, viuda de Higuero, en 1913 a la Cofradía y realizada en los Talleres Bellido.
El misterio representa la sexta estación del Vía Crucis donde la Santa Mujer Verónica ha enjuagado su paño sobre el rostro del Señor caído, esta enseña la Santa Faz mientras Jesús Caído mira al cielo implorando al Padre.

### La Caída
La Caída es un paso de misterio que se adquirió en 1956 en los Talleres Valencia y está realizado en escayola. Representa la novena estación del Vía Crucis y componen el paso cuatro figuras: Cristo caído (que ya procesiona el Domingo de Ramos en el paso del Camino del Calvario), el Cirineo y dos sayones.
Cristo aparece caído mirando al cielo con su mano derecha elevándola al cielo en actitud suplicante mientras el Cirineo, el único que procesiona en la ciudad de Cáceres, sujeta la cruz con sus dos manos, los sayones, sin piedad, castigan al Señor flagelándolo con un látigo y tirando de él con una soga al cuello

### Santa Mujer Verónica

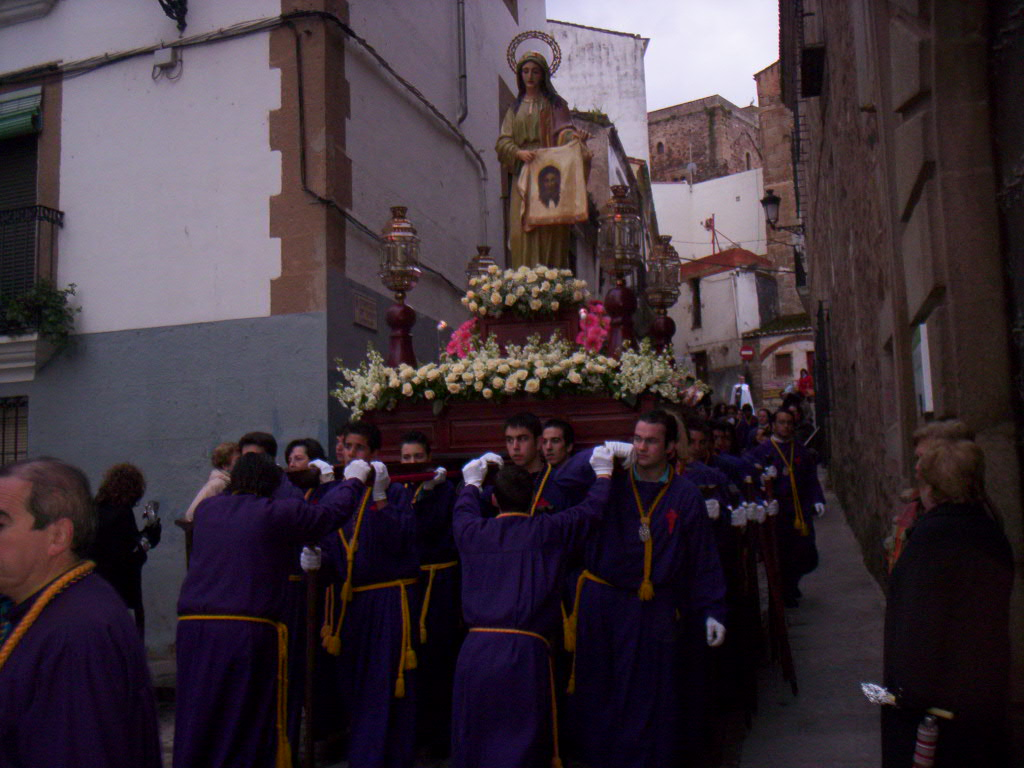
La Verónica en la Madrugada

La Santa Mujer Verónica es una talla de madera policromada realizada en el Taller “Hermanos Bellido” de Valencia en 1903 y fue donada a la cofradía por Trinidad Cotrina en 1916.
La Verónica muestra con las manos el paño con el que ha limpiado la cara a Jesucristo y nos enseña la Santa Faz reflejada en él. La Santa Mujer viste túnica verde, mantolín, así como un paño sobre la cabeza con una aureola o nimbo de metal dorado. El rostro de gran belleza y blanca tez tiene la mirada baja.

### María Magdalena
María Magdalena es talla en madera, realizada a comienzos del siglo XX, donada en 1908 a la Parroquia de Santiago de los Caballeros y desde entonces procesiona con la Cofradía de Jesús Nazareno.
La Santa, de aspecto juvenil, se presenta mirando al cielo, con la mano derecha extendida, y con la izquierda sujeta a la altura del pecho una cruz. A los pies tiene una calavera. Viste túnica verde y mantolín de un tono anaranjado, ambos vestidos con motivos dorados pintados sobre ellos. Sobre la cabeza luce una aureola de metal sobredorada.

### Calvario

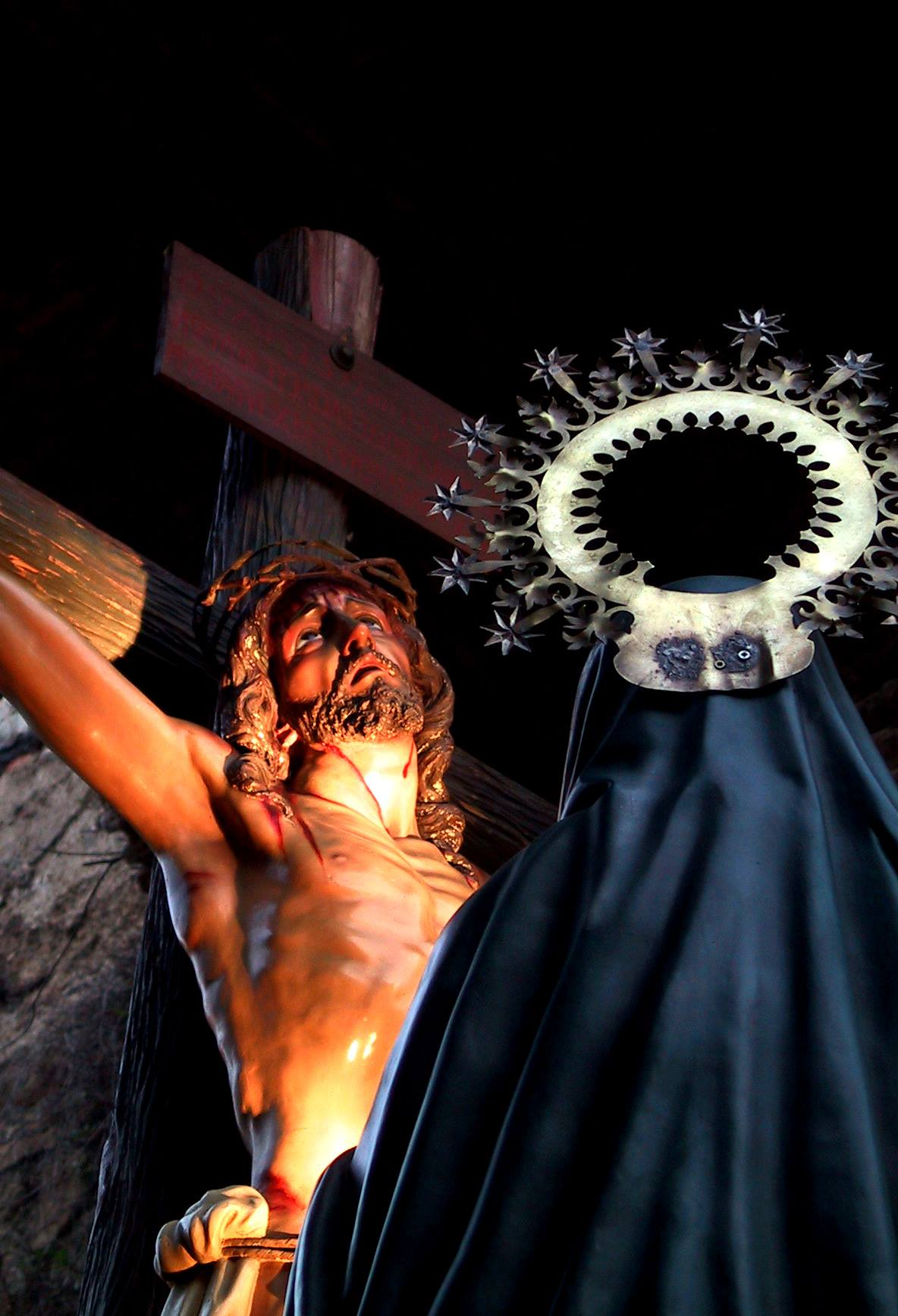
El paso de misterio del Calvario

El Calvario es un misterio compuesto por tres imágenes y que representa a Cristo crucificado ante la presencia de la Virgen María y San Juan. Representa la tercera de las Siete Palabras de Jesús en la Cruz. Fue realizado en 1925 en el Taller de Josñe Ríus de Barcelona, en escayola, procesionando al año siguiente.
El misterio representa a Cristo clavado en una cruz arbórea, con la mirada al cielo y con corona de espinas, antiguamente procesionaba con un nimbus. A su derecha María Santísima con las manos cruzadas mirando con dolor a su Hijo. Por su parte, el discípulo amado se sitúa a la izquierda de la Cruz, y más retrasado que la Virgen, con una expresión de perplejidad ante el momento que está viviendo. Ambas imágenes llevan una aureola dorada.

### Santísimo Cristo de las Indulgencias

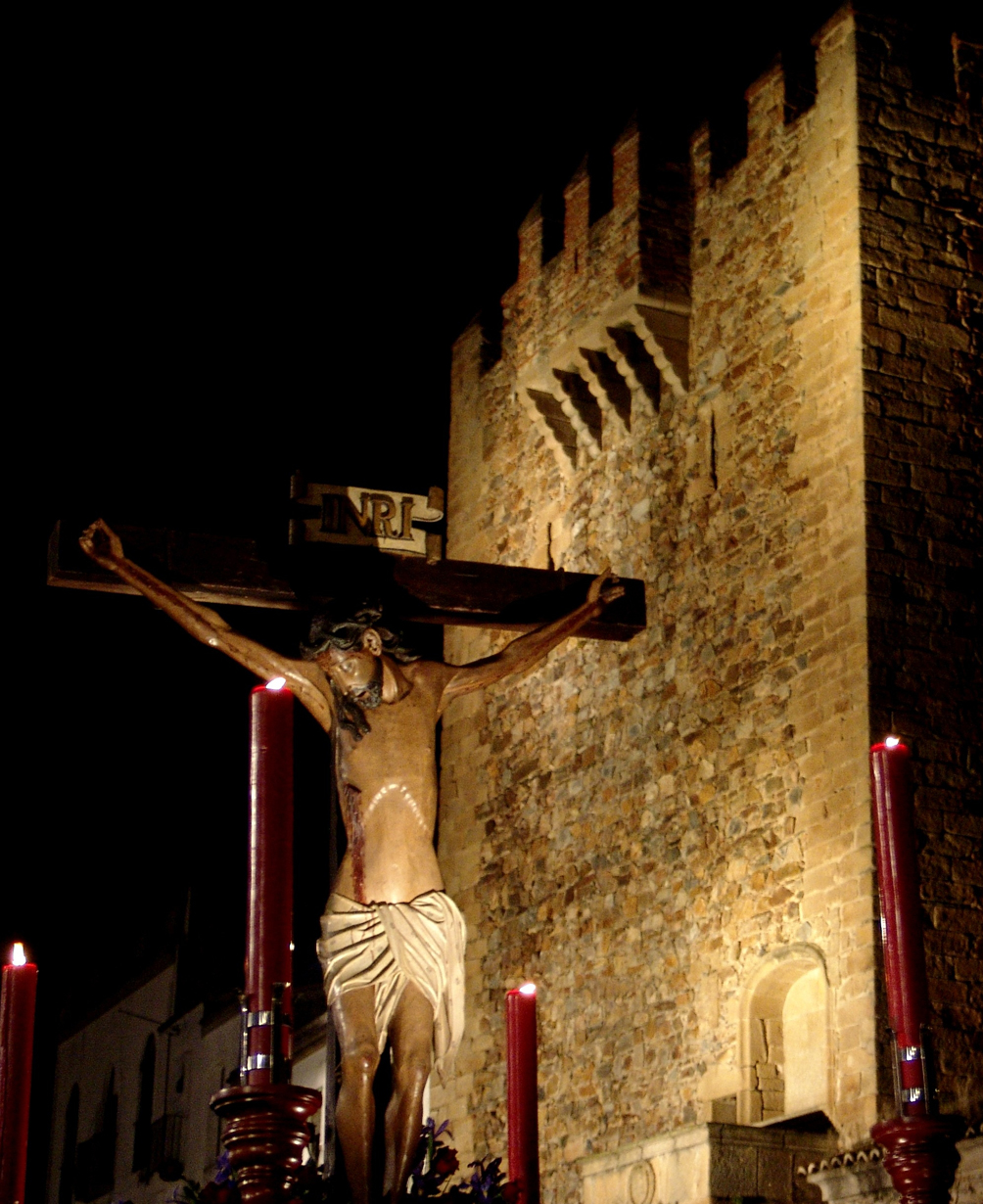
Santísimo Cristo de las Indulgencias, una de las tallas más antiguas de la ciudad

El Cristo de las Indulgencias es una magnífica talla de estilo gótico final, de finales del siglo XIV o comienzos del XV, de autor desconocido, como es normal en este tipo de imágenes. En 1583 el papa Gregorio XIII le otorgó mediante bula pontificia indulgencias, de ahí que se le conozca con ese nombre. En la década de los cuarenta del siglo XX comenzó a procesionar con la Cofradía de Jesús Nazareno, siendo actualmente el sexto paso de la procesión de la Madrugada.
La Imagen, de gran realismo, representa a Cristo muerto en la cruz alanceado, con el rostro caído hacia el lado derecho con corona de espinas tallada, presenta la herida en el costado. Es de las imágenes más antiguas de la ciudad que procesionan.

### Santísimo Cristo de los Milagros
Es un crucificado de estilo manierista datado en el Siglo XVI, como se comentó anteriormente se usaba como asistencia espiritual de los reos antes de ser ejecutados.
La Cofradía, durante los años 2010-2020 decidió que la santa imagen procesionará sobre un pequeño pasito portado por los más jóvenes de la cofradía. Primeramente procesionaba el Domingo de Ramos y el Viernes Santo en soledad sobre un monte de claveles pero con posterioridad se decide añadir dos imágenes, igual de pequeñas que el crucifijo, representando a San Dimas y Gesta. El conjunto representaba por tanto los momentos posteriores a la Conversión del Buen Ladrón. 
En 2022, tras la pandemia, la cofradía decide retirar este paso volviendo a ser el cristo de los milagros portado por un hermano de escolta.

### Exaltación de la Cruz
El paso alegórico de la Exaltación de la Cruz, conocido popularmente como el Calvario Vacío, se compone de la Santa Cruz desnuda tras el descendimiento del Señor, con el sudario blanco, dos escaleras y los elementos de la Pasión de Cristo: el flagelo, martillo y clavos, la corona de espinas, la lanza con la que Longinos hirió el costado del Señor y la caña con la esponja.
El actual paso fue realizado por Lorenzo Cordobés en el Casar de Cáceres en el año 2002, sustituyendo al primitivo de semejantes características elaborado en 1953 por el prolífico artista local Venancio Rubio Criado.

### Nuestra Señora de las Angustias
Nuestra Señora de las Angustias es un grupo de escayola, de los Talleres de Olot, adquirido por el Rvdo. Sr. Santiago Gaspar Gil en 1914, año en el que comenzó a procesionar. 
El paso cierra el desfile procesional de la Madrugada y es portada por hermanos sin horquillas.
El grupo representa a la Piedad, siendo compuesto por la Virgen María sosteniendo a Cristo muerto tras la crucifixión, la virgen con túnica azul con motivos en oro y paño blanco en la cabeza sostiene el peso inerte de un Cristo muerto y desprovisto de corona de espinas. Su rostro es sereno y dulce pese al dolor del momento, toca ligeramente la cabeza de su hijo con la mano izquierda. Detrás de ella se alza imponente la Santa Cruz vacía con el sudario usado para bajar a Cristo en el descendimiento.

## Procesiones
Esta Hermandad cuenta actualmente con más de tres mil integrantes y con once pasos procesionales, que desfilan en dos procesiones, la primera, conocida como la Procesión del Silencio, sale en la tarde del Domingo de Ramos; la segunda, sale en la Madrugada del Viernes Santo, conocida como la procesión de la Madrugada

#### Hábito
Para el hermano de carga: Túnica morada, cordones de lana amarillos en el cuello y cintura. Cruz de Santiago sobre el pecho izquierdo, zapatos y calcetines de color negro y guantes blancos. Medalla distintivo de la Cofradía
Para el hermano de escolta: Túnica morada, cincho de esparto, capa blanca con cruz de Santiago sobre el hombro izquierdo, capirote con capuchón morado, zapatos y calcetines negros y guantes blancos. Medalla distintivo de la Cofradía.
| El Domingo de Ramos por la tarde - El Señor Camino del Calvario - Nuestra Señora de la Misericordia | En la Madrugada del Viernes Santo - Jesús Nazareno - Santa María Magdalena - La Caída - Santa Mujer Verónica - El Calvario - Santísimo Cristo de las Indulgencias - La Exaltación de la Cruz - Nuestra Señora de las Angustias |
| --------------------------------------------------------------------------------------------------- | --- |

### Procesión del Silencio
La procesión del Silencio es la procesión en la que sale la Ntra. Sra. de la Misericordia acompañada del paso de El Señor camino del Calvario. Esta procesión originalmente salía el Sábado Santo por la noche con el paso de la Virgen y la Exaltación de la Cruz (vulgo Calvario Vacío), si bien la práctica ausencia de público y de hermanos de carga hizo que pasara primeramente a la noche del Viernes Santo (tras la procesión del Santo Entierro), y posteriormente al Lunes Santo, siendo reubicado el Calvario Vacío en la Madrugada del Viernes Santo y pasando a procesionar con la Virgen la imagen de la Caída.

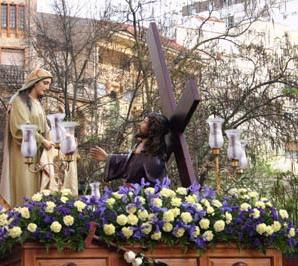
Camino del Calvario en el Domingo de Ramos

#### Pasos
- El Señor Camino del Calvario

- Nuestra Señora de la Misericordia

#### Itinerario
Iglesia de Santiago, Santiago, Godoy, Zapatería, Plaza del Duque, Gabriel y Galán, Plaza Mayor, Gran Vía, San Juan, Pintores, Plaza Mayor, General Ezponda, Santo Domingo, Andrada, Ríos Verdes, Margallo, Sancti Espíritu, Plazuela del Duque, Zapatería, Godoy e Iglesia de Santiago.

#### Acompañamiento musical
- Agrupación Musical "Nuestra Señora de la Misericordia" en el paso del Señor camino del Calvario

- Banda municipal de música de Cáceres en el paso de Nuestra Señora de la Misericordia

### Procesión de la Madrugada
La procesión de la Madrugada es un conjunto de pasos que salen desde la Iglesia de Santiago, representan en 9 imágenes los momentos del Camino del Calvario de Jesús, su muerte en la cruz y su final en los brazos de la madre.
La imagen de Jesús Nazareno tiene un gran fervor en la ciudad, siendo acompañado cada madrugada por fieles con velas y penitentes, tras su salida de la Iglesia de Santiago a las 5:00, el silencio de la plaza se rompe con una trompeta y una saeta a Jesús Nazareno.
Como curiosidad la Ntra. Sra. de las Angustias era la única, en la Semana Santa de Cáceres, que era portada sin horquillas, esto cambiaria tras la incorporación de las nuevas hermandades que prescinden de la horquilla.
Era tradición levantar los pasos a su paso por la Concatedral de Santa María.

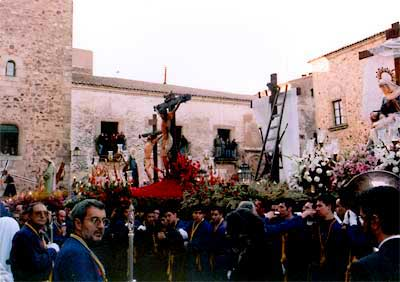
Acto que se realizaba ante las puertas de la Concatedral de Santa María

#### Pasos
- Jesús Nazareno
- La Magdalena
- La Caída
- Santa Mujer Verónica
- Calvario
- Santísimo Cristo de las Indulgencias
- Exaltación de la Cruz (vulgo Calvario Vacío)
- Nuestra Señora de las Angustias.

#### Itinerario
Iglesia de Santiago, Camberos, Muñoz Chaves, Plaza del Duque, Gabriel y Galán, Plaza Mayor, Pintores, San Juan, Doctor Durán, Sergio Sánchez, Pizarro, Soledad, Santa Clara, Puerta de Mérida, Adarves de la Puerta de Mérida, del Padre Rosalío, de Santa Ana, de la Estrella, Arco de la Estrella, Santa María, Tiendas, Arco del Socorro, Godoy e Iglesia de Santiago

#### Acompañamiento musical
- Banda municipal de música de Cáceres en el paso de Nuestro Padre Jesús Nazareno

- Agrupación Musical "Nuestra Señora de la Misericordia" en el paso del Santísimo Cristo de las Indulgencias

- Banda Sinfónica de la Excma. Diputación Provincial de Cáceres en el último de los pasos, tras la Santísima Virgen de las Angustias. (2024)

## Sección Musical
La cofradía cuenta con un gran número de hermanos, por lo tanto, no es de extrañar que algunos de ellos quisieran poner música a sus titulares. La cofradía al igual que otras de la ciudad ha contado con dos bandas de estilos diferentes, siendo la primera de ellas de Cornetas y Tambores y la segunda Agrupación Musical.

#### Banda de Cornetas y Tambores "Nuestro Padre Jesús Nazareno"

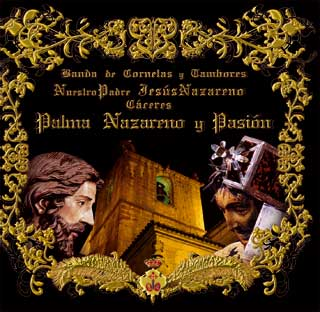
Portada del CD Palma, Nazareno y Pasión editado en 2006

Es en 2001 cuando se forma la banda centrándose en el estilo puramente de Cornetas y Tambores de la Policía Armada de Sevilla, sacando marchas de Bandas de gran renombre, pues en su repertorio se cuentan marchas como "Sobre los pies te lleva Sevilla", "Al Cielo el Rey de Triana", "Penas de Triana", "Esperanza Gitana" o "Verde Esperanza".
El giro de ciento ochenta grados lo da en 2006 cuando afronta su primera grabación discográfica: "Palma, Nazareno y Pasión", su primer disco en venta con nueve marchas como "Adarve al alba" o "En Tu Indulgencia", que cosechó un gran éxito en el mundo cofrade cacereño y fuera de él. En 2009 cambian de uniformidad inspirándose en el uniforme de gala de los Oficiales de la Armada Española.
La Banda desde 2009 hace una inclinación en su marchas centrándose en el estilo de la Banda trianera de las Tres Caídas y en 2012 celebran su X Aniversario con un concierto especial.Desgraciadamente, problemas internos marcaron su disolución casi más de 12 años después de su creación en el 2014.

#### Agrupación Musical "Nuestra Señora de la Misericordia"
En el año 2015 se forma la agrupación musical bajo el nombre de la cotitular Ntra. Sra. de la Misericordia con el objetivo de dar realce y esplendor a la Semana Santa, es la primera de las agrupaciones musicales de la ciudad y desde 2018 la única tras la disolución de la A.M. Jesús de la Salud.
El esfuerzo y constancia de sus músicos a lo largo del año ha permitido que cuenten con marchas como "A la Gloria", "Caminando va por tientos en la Madrugá", "La Esperanza de María" o "Reina de Reyes".
Cuenta con la dirección musical de Víctor Onia Román, compositor y arreglista sevillano. La formación cuenta con varias marchas propias.

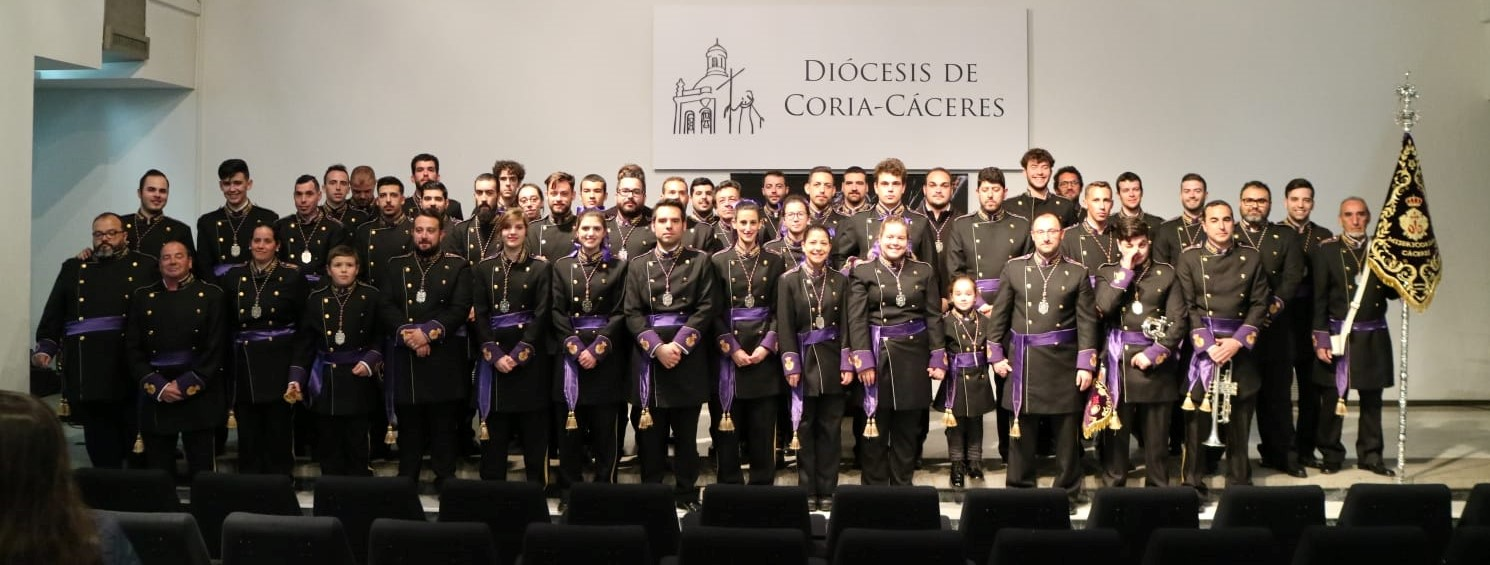
Agrupación Musical "Ntra. Sra. de la Misericordia" en foto de grupo

## Patrimonio Musical
Siendo una de las cofradías más antiguas de la ciudad ha contado con varias obras en honor a sus titulares y pasos siendo estas marchas procesionales o himnos.

#### Para Cornetas y Tambores
- Divina Misericordia
- Misericordia Nazarena
- Adarve al Alba
- En tu indulgencia

#### Para Agrupación Musical
- Nuestra Señora de la Misericordia compuesta por Carlos Chávez Gómez (2017)
- Al Nazareno de Santiago compuesta por Víctor Onia (2018)

#### Para Banda de Música
- Jesús Nazareno compuesta por Carlos Hurtado Romero (1919)[16]
- Jesús bajo la Cruz compuesta por Santiago Berzosa González (1958)
- Nuestra Señora de la Misericordia compuesta por Santiago Berzosa González (1958)
- Jesús - Jesús compuesta por Santiago Berzosa González (1959)[17]
- Adarve Nazareno compuesta por Abel Moreno (2009) y su versión cantada por el Coro Rociero de Cáceres
- El Calvario compuesta por Noé Muriel (2014)
- En los brazos de la madre compuesta por Noé Muriel

#### Canciones dedicada a sus titulares
- Nazareno compuesta por Juan Corrales en 1992
- Rociero y Nazareno
- Adarve Nazareno con letra de César García González
- Salve Misericordia, adaptación de la marcha Callejuela de la O con letra de César García González.

## Celebraciones y cultos
En cuanto a las celebraciones culturales que organiza la Cofradía, dentro del templo, son las extraordinarias que están estatutariamente establecidas:
- Solemne Quinario en honor a Nuestra Señora de la Misericordia. Comienza el primer domingo de Cuaresma.[18]
- Solemne traslado de Nuestro Padre Jesús Nazareno. Tiene lugar a las doce en punto del primer jueves de marzo, se traslada la imagen desde su capilla hasta el altar mayor. Tras ello se realiza la misa de medianoche.
- Solemne y Devoto Besapié a Nuestro Padre Jesús Nazareno. Se realiza el primer viernes de marzo al que cada año asisten más de diez mil personas, y en el que se venera la Sagrada Imagen durante todo el día.
- Cruz de Mayo. Se realiza en un fin de semana de mayo en las inmediaciones de la iglesia de Santiago, se trata de una convivencia alrededor de la Cruz Guía engalada.
- Novena y Procesión en honor a Nuestra Señora del Carmen. En colaboración con la parroquia de Santiago y la Cofradía de la Sagrada Cena, las dos cofradías ayudan en la novena y procesión de Ntra. Sra. del Carmen.[19]
- Fiesta Principal y Novena a Nuestro Padre Jesús Nazareno, se celebra en el mes de septiembre, con motivo de la fiesta litúrgica de la Exaltación de la Cruz el día 14.[20]
- Recital Solidario Música y Poemas en honor a Jesús Nazareno. Se celebra en los actos de la Novena a Jesús Nazareno y participan saeteros, poetas, pregoneros y la A.M. Misericordia.[21]

En cuanto a los cultos ordinarios, el Nazareno preside cada viernes del año una misa rezada, con el canto del Miserere (Salmo 50) y un viacrucis. Después de la eucaristía, se canta por todos los presentes una Salve a la Virgen de la Misericordia, cotitular de esta hermandad.